# Chercheur des établissements publics scientifiques et technologiques français
En France, depuis 1982, les six établissements publics scientifiques et technologiques (EPST) disposent d'emplois de chercheurs fonctionnaires. Les chercheurs de chaque EPST sont répartis entre le corps des chargés de recherche et le corps des directeurs de recherche de cet établissement. Les statuts de ces fonctionnaires sont fixés par un décret commun et des décrets spécifiques à chaque établissement public scientifique et technologique,,,,,,,.
Les chercheurs des EPST sont nommés par le directeur général de l'établissement. Celui-ci les affecte, après avis de l'instance d'évaluation compétente, à une unité de recherche relevant de l'établissement ou associée à lui ou à un service. Ils sont placés, dans chaque établissement, sous l'autorité du directeur de l'unité de recherche ou du service auquel ils sont affectés. Ils sont tenus de fournir, chaque année, un compte rendu de leur activité et, tous les deux ans, un rapport d’activité qui est examiné par une instance d’évaluation,.

## Chargé de recherche
Les corps de chargés de recherche sont classés dans la catégorie A de la fonction publique. Le 1er septembre 2017 les grades de chargés de recherche de classe normale (CRCN ; dix échelons) et de chargés de recherche hors classe (CRHC ; sept échelons) ont remplacé ceux de chargés de recherche de 2e classe (six échelons) et de chargés de recherche de 1re classe (neuf échelons).
Les chargés de recherche ont vocation à accomplir le développement des connaissances; leur transfert et leur application dans les entreprises, et dans tous les domaines contribuant au progrès de la société ; la diffusion de l'information et de la culture scientifique et technique dans toute la population, et notamment parmi les jeunes ; la participation à la formation initiale et à la formation continue et l'administration de la recherche.
Les chargés de recherche sont recrutés par concours sur titres et travaux ouverts dans chaque EPST. Ils peuvent être de nationalité étrangère et doivent être titulaires du doctorat (ou titre équivalent).
Le traitement brut mensuel des chargés de recherche est compris entre 2200 € et 4700 € (évaluations en septembre 2017). En 2022, le régime indemnitaire des personnels enseignants et chercheurs (RIPEC) a remplacé l'ancienne prime de recherche semestrielle. Cela correspond à une prime indemnitaire annuelle de 2800 € (versée mensuellement).

## Directeur de recherche
Les corps des directeurs de recherche sont classés dans la catégorie A. Ils comportent les grades de directeur de recherche de 2e classe (sept échelons depuis le 1er septembre 2017 ; six auparavant), de directeur de recherche de 1re classe (trois échelons) et de directeur de recherche de classe exceptionnelle (deux échelons). À leur retraite, certains directeurs de recherche justifiant d'une contribution particulièrement importante aux travaux de recherche peuvent recevoir, sur décision du directeur général de l'EPST, le titre de directeur de recherche émérite.
Outre les missions confiées aux chargés de recherche, les directeurs de recherche ont vocation à concevoir, animer ou coordonner les activités de recherche ou de valorisation.
Les directeurs de recherche sont recrutés par concours sur titres et travaux ouverts dans chaque EPST. Ils peuvent être de nationalité étrangère. Les directeurs de recherche de deuxième classe sont recrutés parmi les chargés de recherche de 1re classe ayant 3 années d'ancienneté ou parmi les titulaires du doctorat (ou titre équivalent) réunissant huit années d'exercice des métiers de la recherche. Les directeurs de recherche de première classe sont recrutés parmi les titulaires du doctorat réunissant douze années d'exercice des métiers de la recherche.
Le traitement brut mensuel des directeurs de recherche est compris entre 3 100 € et 6 400 € (évaluations en septembre 2017). En 2022, le régime indemnitaire des personnels enseignants et chercheurs (RIPEC) a remplacé l'ancienne prime de recherche semestrielle. Cela correspond à une prime indemnitaire annuelle de 2800 € (versée mensuellement).

## Chercheur des établissements publics scientifiques et technologiques français avant 1982
Avant 1982, les chercheurs des EPST français étaient des contractuels de droit public en contrat à durée déterminée ou indéterminée qui ne pouvaient donc être définis comme des fonctionnaires statutaires.
Non astreints à une charge d'enseignement, ces chercheurs étaient répartis au sein de quatre corps rythmant leur carrière :
- les attachés de recherche ;
- les chargés de recherche ;
- les maîtres de recherche ;
- les directeurs de recherche.

À noter que parmi les appellations de ces quatre corps, deux sont toujours utilisées au sein de la fonction publique d'État, à savoir : chargés de recherche (répartis au sein de deux classes : CRCN et CRHC), et directeurs de recherche (répartis selon le schéma DR2, DR1, DRCE).